# Synthèse organique

Schéma réactionnel de la préparation du diène de Danishefsky

La synthèse organique est une branche de la synthèse chimique qui est concernée par la création de composés organiques à l'aide de réactions organiques. Les molécules organiques ont souvent un degré de complexité plus élevé que celles dites inorganiques. De nos jours, la synthèse organique occupe une place importante en chimie organique. À l'intérieur de celle-ci, on distingue deux principaux champs de recherche : la synthèse totale et la méthodologie.

## Synthèse totale
La synthèse totale est la synthèse chimique de molécules organiques complexes à partir de précurseurs plus simples.
Ces derniers peuvent être des produits naturels ou des produits de la pétrochimie.
On distingue la synthèse linéaire de la synthèse convergente.
Dans le cas de la synthèse linéaire, les transformations chimiques sont réalisées de façon successives à partir du produit de départ jusqu'à obtenir le produit désiré.
Inversement, la synthèse convergente est basée sur la préparation de différents intermédiaires clés qui sont ensuite assemblés.
Dans les deux cas, la conception de la stratégie de synthèse s'appuie sur des méthodes de rétrosynthèse, qui consistent à décomposer itérativement une molécule complexe en éléments plus simples.
L'approche convergente est souvent préférée pour la synthèse de molécules complexes, car elle permet notamment d'obtenir le produit final avec un meilleur rendement global qu'en utilisant l'approche linéaire (pour un même nombre d'étapes individuelles ayant le même rendement).

## Méthodologie
Chaque étape d'une synthèse met en œuvre une réaction chimique.
Le développement d'une méthodologie efficace repose sur le choix précis des réactifs et des conditions réactionnelles qui permettent d'obtenir le produit désiré avec un rendement et une pureté les plus élevés possibles et nombre d'étapes le plus faible possible.
De nombreuses méthodes sont déjà décrites dans la littérature pour effectuer certaines transformations chimiques, et sont couramment employées en synthèse organique (voir également Liste de réactions chimiques).
Cependant, le désir d'améliorer constamment l'efficacité des synthèses (en minimisant l'utilisation de groupes protecteurs, en réduisant le nombre d'étapes, etc.) conduit à la recherche de nouveaux procédés.
Ces derniers doivent permettre l'obtention des produits désirés avec de bons rendements, et si possible être applicables à un grand nombre de substrats.
La recherche d'une nouvelle méthodologie se déroule généralement en quatre étapes :
1. Formulation d'une hypothèse de travail. Grâce à ses connaissances scientifiques, le chercheur imagine une nouvelle voie de synthèse. Il se base également sur les travaux de recherche publiés par ses pairs de façon à justifier ses hypothèses de départ.
2. Découverte d'une réactivité, qui vient confirmer l'hypothèse de départ. C'est la preuve de concept. Cette découverte peut aussi être tout à fait fortuite.
3. Optimisation des conditions réactionnelles. Cette étape indispensable consiste à modifier les conditions réactionnelles (stœchiométrie, température, temps de réaction, catalyseurs, additif, etc.) de façon à obtenir le produit avec le meilleur rendement possible en suivant un mode opératoire facile à mettre en œuvre et (si possible) bon marché. L'optimisation peut se faire de façon linéaire par analyse des résultats (en changeant un paramètre à la fois), ou bien en employant des méthodes comme les plans d'expériences.
4. Généralisation du procédé. La réaction est réalisée dans les conditions précédemment optimisées avec différents substrats. Cette partie a une double vocation : montrer l'utilité et l'efficacité de la méthodologie, mais également ses limites et les perspectives de développement.

La synthèse totale et le développement de nouvelles méthodologies sont souvent étroitement liés. En effet, l'application d'un nouveau protocole à la synthèse d'une molécule complexe valorise cette méthode. Et de la même façon, la synthèse totale d'une molécule complexe à l'aide de nouvelles méthodologies permet souvent un accès plus rapide et plus efficace à ces molécules. Vous pouvez le constater par exemple à travers la synthèse totale de l'oseltamivir (Tamiflu).